# Spencer Compton
Spencer Compton (n. 1673 ?, Warwickshire -  d. 2 iulie 1743, Londra) a fost un politician britanic, prim ministru al Marii Britanii între 1742 și 1743.
1. 1 2  The Peerage
2. 1 2 3  Kindred Britain